# Spolí (Libín)
Spolí je vesnice, část obce Libín v okrese České Budějovice v Jihočeském kraji. Nachází se asi dva kilometry východně od Libína. Spolí leží v katastrálním území Spolí u Ledenic o rozloze 6,01 km².

## Historie
První písemná zmínka o vesnici pochází z roku 1371.

## Přírodní poměry
Severně od vesnice leží přírodní rezervace V Rájích. S intravilánem vesnice sousedí Spolský rybník (137 hektarů).

## Obyvatelstvo
| Rok            | 1869 | 1880 | 1890 | 1900 | 1910 | 1921 | 1930 | 1950 | 1961 | 1970 | 1980 | 1991 | 2001 | 2011 | 2021 |
| -------------- | ---- | ---- | ---- | ---- | ---- | ---- | ---- | ---- | ---- | ---- | ---- | ---- | ---- | ---- | ---- |
| Počet obyvatel | 228  | 244  | 214  | 229  | 203  | 207  | 182  | 138  | 135  | 113  | 99   | 77   | 74   | 104  | 123  |
| Počet domů     | 35   | 38   | 37   | 37   | 39   | 41   | 37   | 38   | 35   | 38   | 34   | 40   | 48   | 57   | 52   |

## Obecní správa
Při sčítání lidu v letech 1850–1877 Spolí bylo osadou obce Domanín v okrese Třeboň. V letech 1877–1971 bylo samostatnou obcí, se kterým patřilo nejprve do okresu Třeboň, ale od roku 1960 v okrese České Budějovice. Od 26. listopadu 1971 je částí obce Libín v okrese České Budějovice, kdy se konaly obecní volby.

## Pamětihodnosti
- Kaple na návsi – kulturní památka
- Spolský mlýn je bývalý vodní mlýn z roku 1861 severně od vsi nedaleko rybníka Svět, provozovaný jako pila Třeboňských lesů a rybníků s.r.o, která k němu byla přistavěna.[7][8]
- Kaple z roku 1882 u Spolského mlýna byla vybudovaná majitelem mlýna Josefem Fujanem coby prosby k Panně Marii za uzdravení jeho ženy; opravená na vlastní náklady rodinou Veselých v roce 2002.[9]

## Galerie

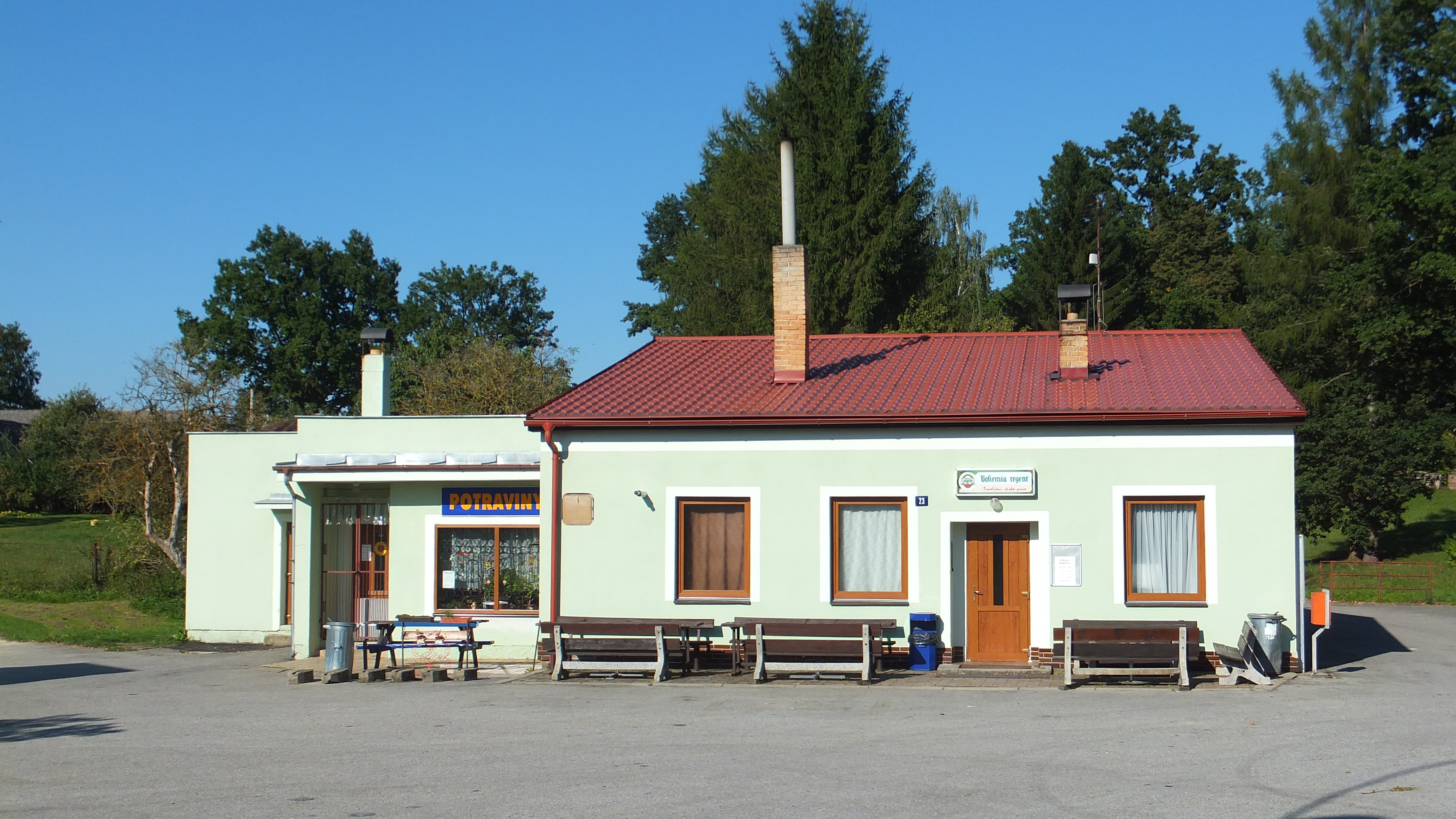
Obchod a hospoda
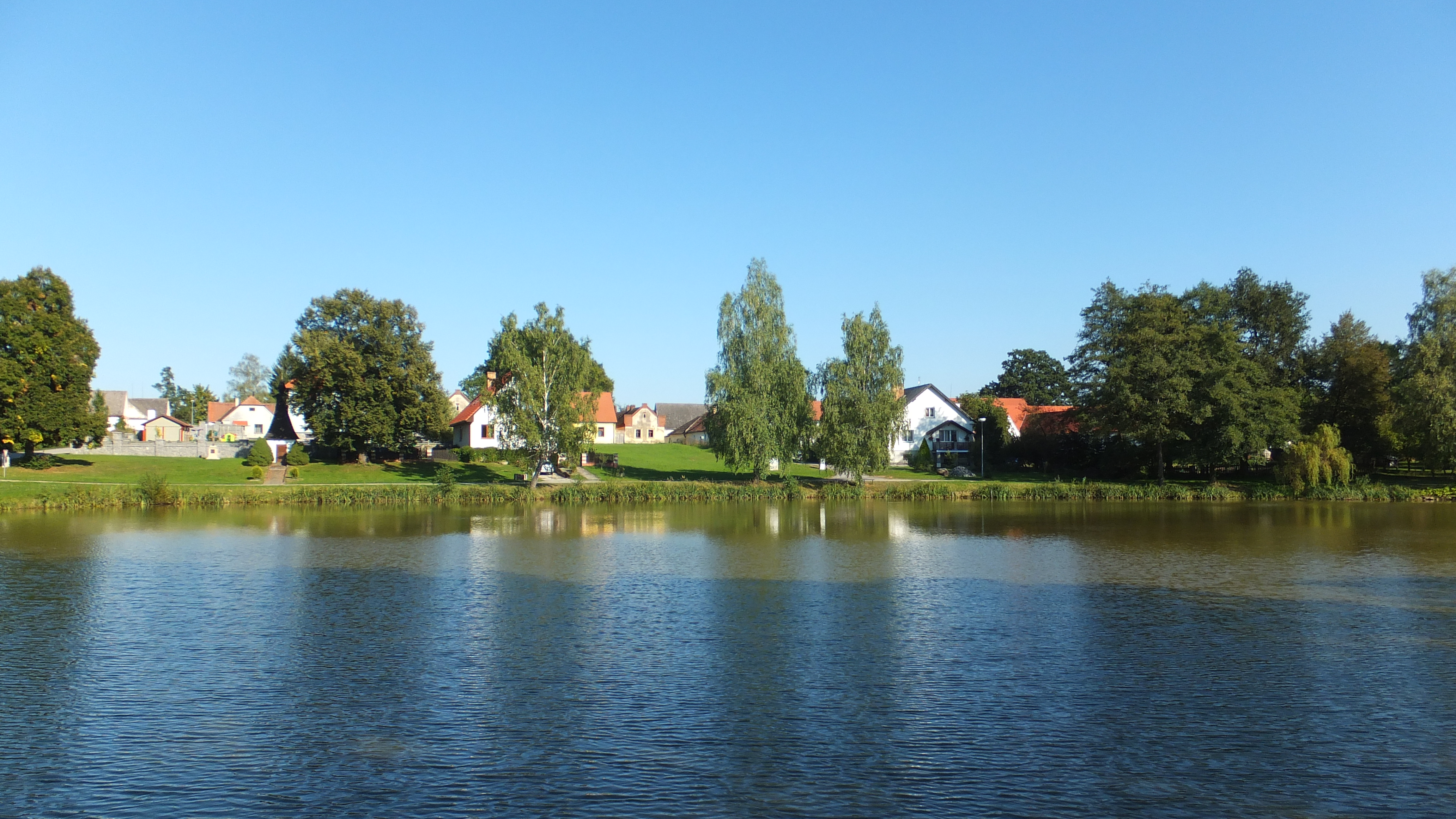
Návesní rybník
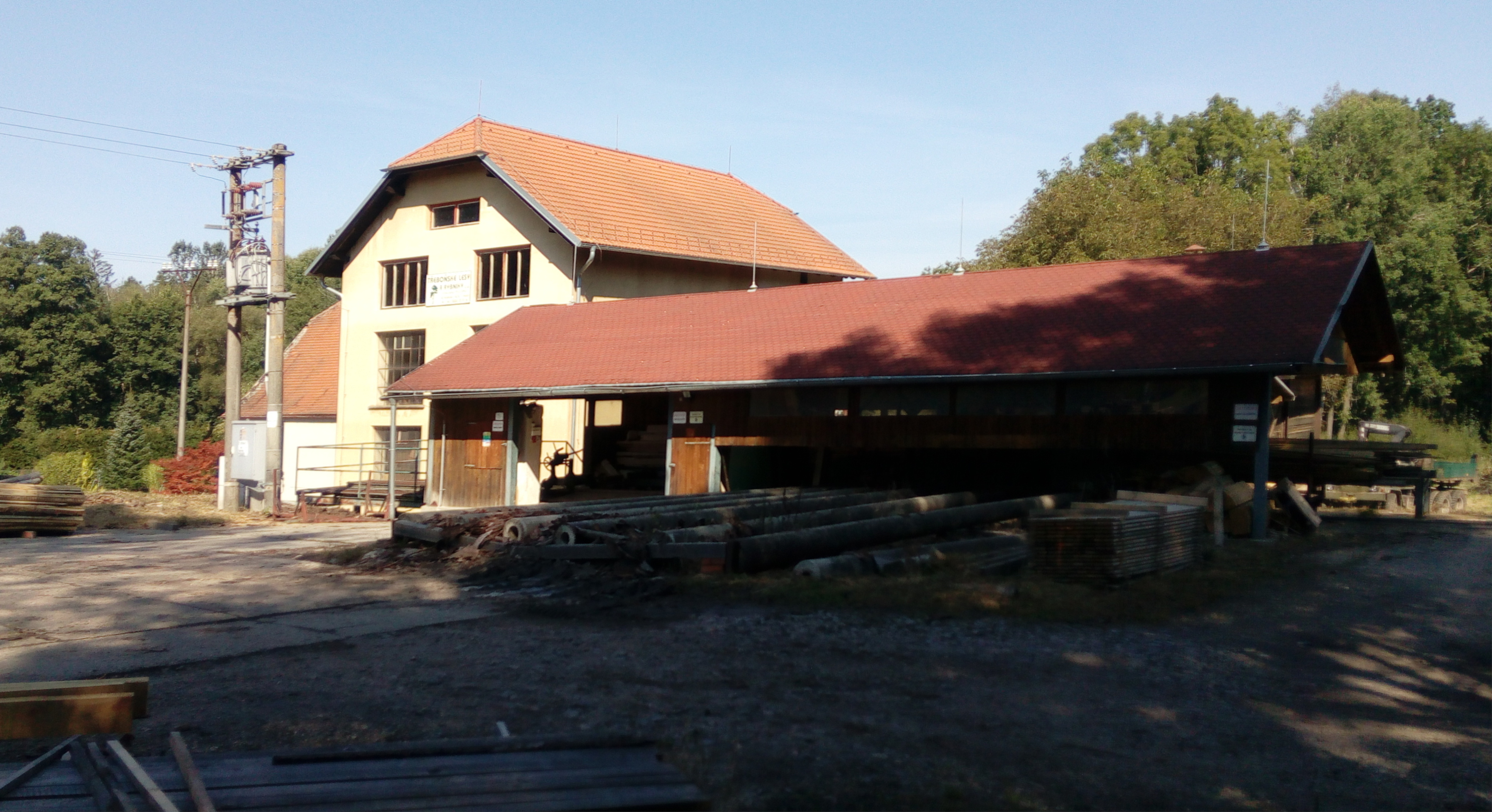
Spolský mlýn
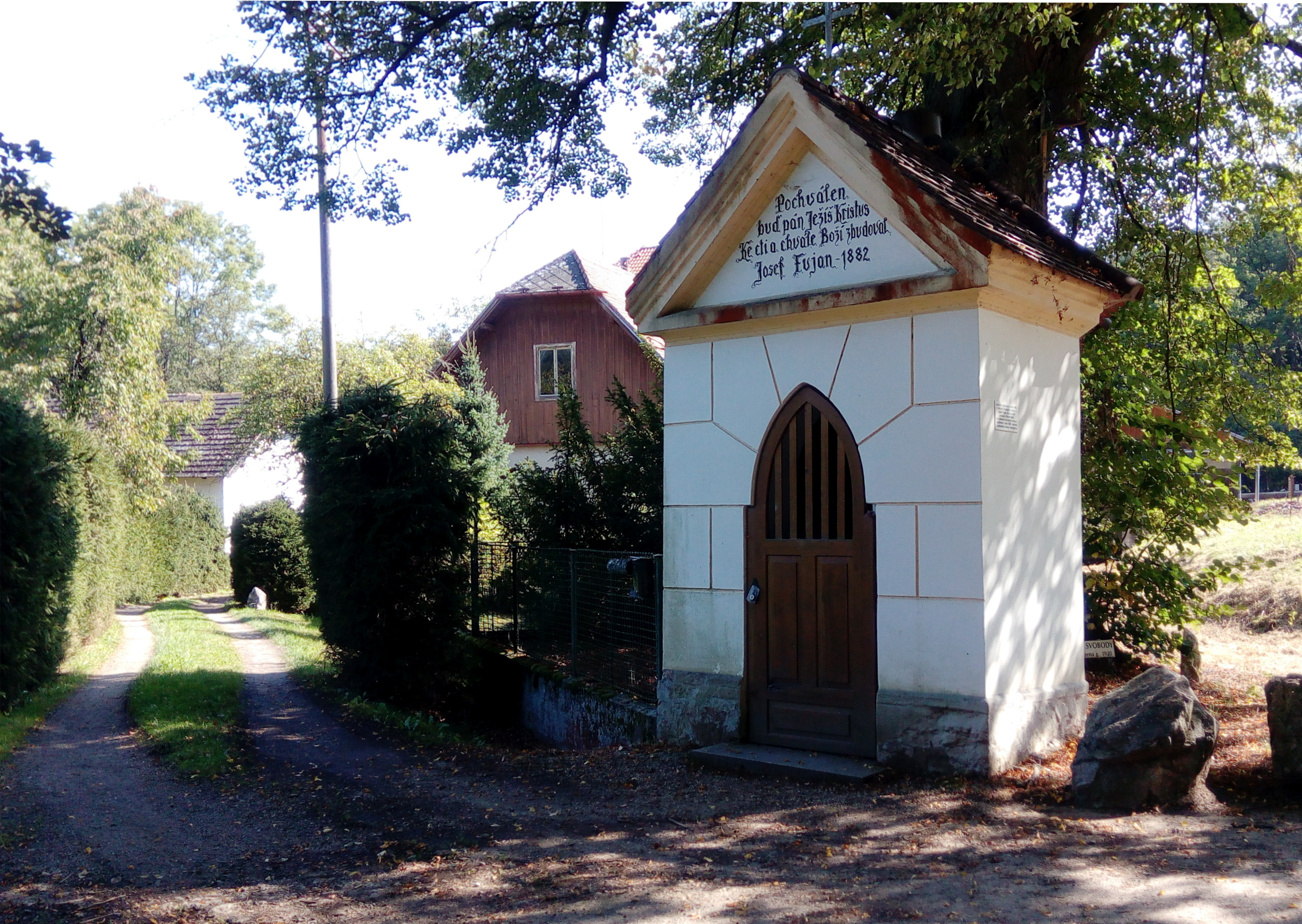
Kaple u Spolského mlýna
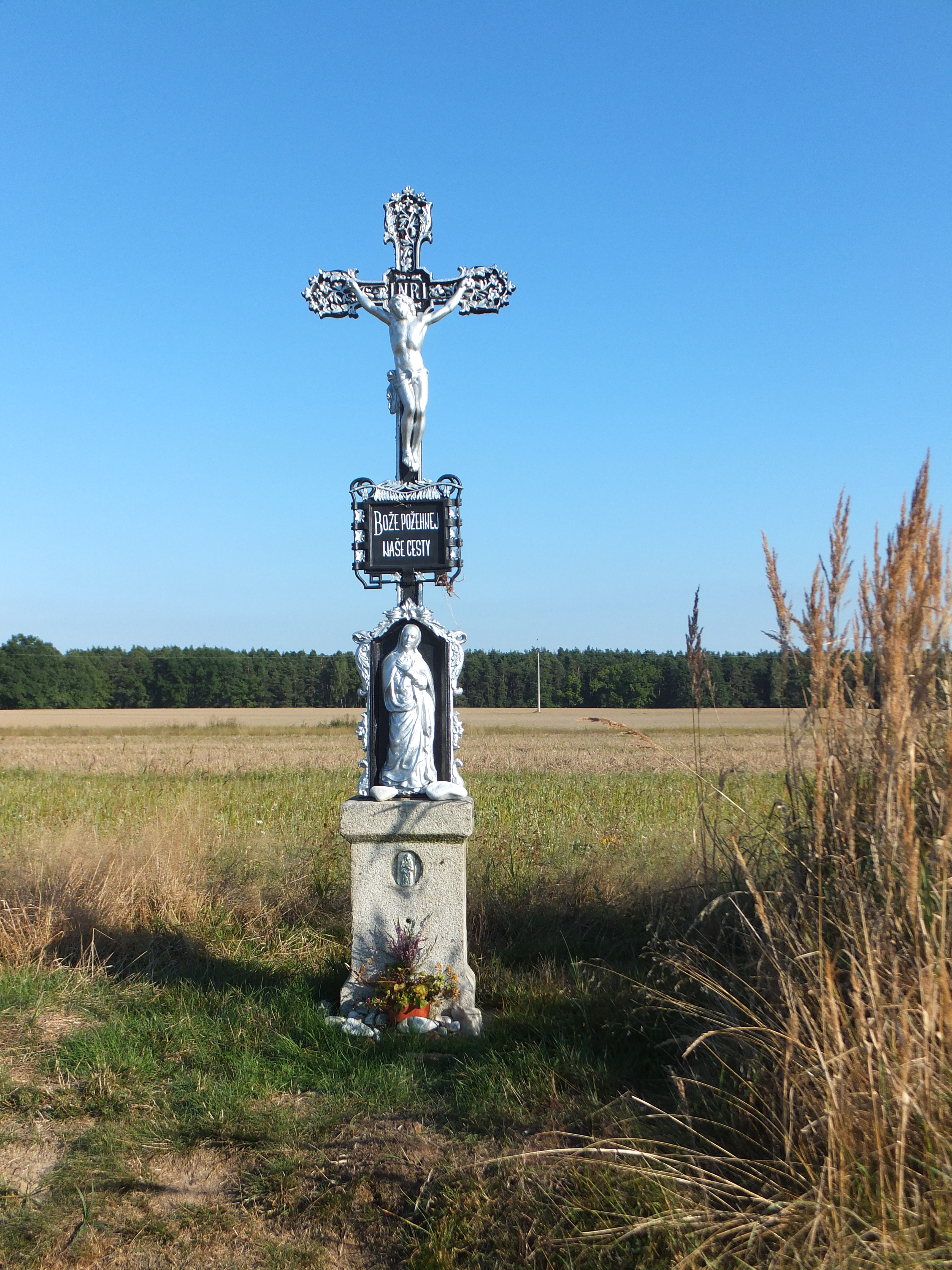
Křížek při cestě na Třeboň